# Lepidodes limbulata
Lepidodes limbulata är en fjärilsart som beskrevs av Achille Guenée 1852. Lepidodes limbulata ingår i släktet Lepidodes och familjen nattflyn. Inga underarter finns listade i Catalogue of Life.